# Ерік Пер Салліван
Ерік Пер Салліван (англ. Erik Per Sullivan) — американський актор. Насамперед відомий завдяки ролі Дьюї у серіалі «Малькольм у центрі уваги», який транслювався на телеканалі «Fox».

## Біографія
Салліван народився 12 липня 1991 року в Вустері, штат Массачусетс. Єдина дитина у сім'ї, син шведки Енн, яка народилася у Швеції та 2007 року стала громадянкою США. Його батько, Фред Салліван, родом з Ірландії, власник мексиканської їдальні під назвою «The Alamo». Салліван трохи розмовляє шведською і разом з родиною майже щороку відвідує Швецію. У дитячі роки почав вчитися гри на піаніно та саксофоні. Має чорний пояс першого ступеня з тхеквондо.
Салліван навчався в академії Маунт-Сент-Чарльз в Род-Айленді та академії Філліпса Ексетера в Нью-Гемпширі. 2009 року вступив до Університету Південної Каліфорнії в Лос-Анджелесі.
З 9 січня 2000 року по 14 травня 2006 року Салліван знімався в телесеріалі під назвою «Малкольм у центрі уваги», у якому зіграв Дьюї, молодшого брата Малкольма. 2005 року разом із Джейн Качмарек, колегою по серіалу «Малкольм …», написав післяслово для дитячої книжки під назвою «Разом» (англ. Together), що присвячена сільському господарству; на її створення мала вплив некомерційна організація «Heifer International».
2004 року Салліван з'явився у фільмі «Різдво з невдахами». Крім того, виконав головну роль у фільмі «Мо» (2007), а також озвучив Шелдона Морського коника в анімаційному фільмі «У пошуках Немо» та пов'язаній з ним відеогрі.
Його останньою стрічкою став фільм «Дванадцять» (2010), у якому він зіграв у 18 років. Відтоді він відійшов від акторської справи, став неактивним у соціальних мережах і більше не брав участі у зустрічах з акторським складом «Малкольма у центрі уваги».

## Фільмографія
| Рік       | Назва українською               | Назва                     | Роль                        | Нотатки                     |
| --------- | ------------------------------- | ------------------------- | --------------------------- | --------------------------- |
| 1998      | Армагеддон                      | Armageddon                | Дитина з космічним кораблем | Не зазначений в титрах      |
| 1999      | Правила виноробів               | The Cider House Rules     | Фаззі                       | Не зазначений в титрах      |
| 2000      | Країна чудес                    | Wonderland                | Такер Бенгер                | Епізод: «Pilot»             |
| 2000–2006 | Малкольм у центрі уваги         | Malcolm in the Middle     | Дьюї                        | 151 епізодів                |
| 2001      | Пригоди Джо Замазури            | Joe Dirt                  | Малий Джо Замазура          |                             |
| 2001      | Вендіго                         | Wendigo                   | Майлз                       |                             |
| 2001      | —                               | Black of Life             | Джіммі                      | Епізод: «Better to Pretend» |
| 2002      | Невірна                         | Unfaithful                | Чарлі Самнер                |                             |
| 2002      | Король Квінса                   | The King of Queens        | Молодий Артур               | Епізод: «Shrink Wrap»       |
| 2003      | У пошуках Немо                  | Finding Nemo]             | Шелдон (голос)              |                             |
| 2004      | Різдво з невдахами              | Christmas with the Kranks | Спайк Фромеєр               |                             |
| 2006      | Заходь                          | Come On Over              | Молодий Луїс                | 1 епізод                    |
| 2006      | Давним-давно, недалеко від дому | Once Not Far From Home    | Маленький хлопчик           | короткометражка             |
| 2006      | Артур і Мініпути                | Arthur and the Invisibles | Міно (голос)                |                             |
| 2007      | Мо                              | Mo                        | Mo                          |                             |
| 2010      | Дванадцять                      | Twelve                    | Тіммі                       |                             |